# Alacahöyük, Alaca
Alacahöyük là một thị trấn thuộc huyện Alaca, tỉnh Çorum, Thổ Nhĩ Kỳ. Dân số thời điểm năm 2010 là 1.254 người.